# Три мелодии
«Три мело́дии» — российский пластилиновый мультипликационный фильм 2013 года режиссёра Гарри Бардина. Философская притча, состоящая из трёх частей.

«Этот фильм я посвящаю маме, давшей мне жизнь, и всем людям, которые своими деньгами помогли дать жизнь этому фильму».— Гарри Бардин

## Сюжет
Фильм состоит из трёх частей-мелодий на определённые темы.
«Элегия» — первая часть мультфильма на музыку Жюля Массне. Притча о бездуховности, безнравственности и равнодушии. На улице встречаются двое подростков — девушка с синими волосами и рыжий парень. Оба в наушниках, оба жуют жевательную резинку. Случайно они встречаются глазами и влюбляются. Занятые своими чувствами, они тупо проходят мимо случаев, когда кому-то нужна помощь. Так, например, они прошли мимо катящейся по лестнице детской коляски с ребёнком внутри, из-за них ударился о фонарный столб мальчик на скейтборде и чуть не погибли строители. Буквально у них на глазах происходят автомобильные аварии, крушения поездов и самолётов, но они безразлично проходят мимо этого. Наконец, подростки приходят в музей, прилепляют свои жевательные резинки на «Джоконду» и фреску «Сотворение Адама», и целуются на фоне ядерного взрыва.
«Исход» — вторая часть мультфильма на композицию «Go Down Moses» в исполнении Луи Армстронга. В этой части рассказывается о своеобразном Исходе кухонной утвари из шкафчиков и буфета.
«Рондо» — третья часть мультфильма на музыку Камиля Сен-Санса. Философская притча о человеческой жизни. Из песочных часов начинает сыпаться песок, и тут же рождается малыш. Сначала родители знакомят его с биноклем и возят малыша в коляске, но вскоре он влюбляется в малышку из соседней коляски. Папа и малыш пытаются догнать её, и тут папа дарит сыну велосипедик — ребёнок становится старше. Он пытается догнать девочку, но это ему не удаётся. Чтобы утешить сына, папа отдаёт ему свой велосипед, а вскоре — когда велосипед девочки, ставшей девушкой, ломается — и автомобиль. Со временем парень и девушка женятся, становятся взрослыми людьми, а потом и старичками. Их автомобиль ломается, дедушка становится инвалидом и, вроде бы, даже остаётся без бабушки. Он рассматривает свой семейный альбом и начинает листать его, но порывистый ветер уносит все фотографии. Случайно дедушка находит под столом свой бинокль и, глядя в него, видит своё детство, но вскоре умирает — песок в часах закончился. Однако рождается новое поколение — его маленький потомок (видимо, внук) находит бинокль и, глядя в него, видит детство своего дедушки...